# Операція «Гнів Кобри»
Операція «Гнів Кобри» (англ. Operation Cobra's Anger) — операція розпочалася 4 грудня 2009 американськими морськими піхотинцями та підтримкою з боку британських військ і афганських солдатів та поліцейських у провінції Гільменд.

## Генеза
Місто Навзад, у якому морські піхотинці здійснили посадку, було захищене великою кількістю бойовиків. Боротьба проходила з 2006 року. Тоді бойовики боролися з військами Британії, Естонії і Непальськими Гуркхами, що змусило тікати з міста 30 000 цивільних осіб.
У 2008 році коли естонські війська були призвані до британців, в місті було проведено багато успішних військових операцій. Міцність бойовиків в провінції Гільменд навіть називали «Апокаліпсом Навзад», посилаючись на оригінальну назву фільму Апокаліпсис сьогодні.
Щоб подолати так званий застій військ в цьому районі Афганістану, 2 липня 2009 розпочалася операція «Удар Меча» (також відома як «Ханджар»), проведена американськими морськими піхотинцями до виборів в Афганістані 20 серпня. Операція в якій загинули 20 морських піхотинців, в значній мірі підвищила безпеку в провінції під час виборів, однак повстання Талібану залишилось в околицях Навзад.

## Операція
Операція розпочалася 4 грудня в 3:00 ранку за місцевим часом. Тоді 300 солдатів з 3-го батальйону 4-ї морської піхоти за підтримки V-22 Osprey (які були вперше використані в бойових діях в Афганістані) здійснив висадку військ в долині Навзад. Американські війська були озброєнні бронетехнікою Assault Breacher Vehicle (ABV), яка побудована на базі танка M1 «Абрамс». Британські та данські військові потім увійшли в корпус морської піхоти США, в склад якого остаточно входило 1000 морських піхотинців. Для успішності операції альянс вирішив не давати інформації про кількість британських військових, що беруть участь у бойових діях. Війська були під командуванням підполковника Мартіна Веттерауера.
Талібанські бойовики підготували велику кількість пасток в долині Навзад, які виготовлені із саморобних вибухових речовин. Позиції бойовиків постійно бомбардувались американською авіацією й артилерією.
У перший день операції захопили дві або три коробки з боєприпасами, матеріали для приготування пасток-мін, міномети, кулемети і стрілецьку зброю. 11 талібів були вбиті й п'ять захоплено в полон.
6 грудня військові увійшли в село Чанговлак, що на північ від Навзад, у якому вони забезпечили мінні поля. Того дня в боях загинули чотири бойовики. Протягом трьох днів відбулось приблизно до 12 сутичок з бойовиками.
8 грудня в ході бойових дій навколо Навзад 11 талібів були вбиті, п'ять отримали поранення і чотири заарештували. Крім того було знищено понад 200 мін, у тому числі 90 протипіхотних та вилучили 800 кг вибухових речовин. 9 грудня захопили велику кількість зброї, що належала Талібанським бойовикам.